# Chiesa di San Bartolomeo (Nocera Inferiore)
La chiesa di San Bartolomeo è una parrocchia di Nocera Inferiore. La chiesa odierna, precedentemente dedicata a Santa Maria dei Miracoli, ha sostituito nel corso del 1812 la precedente parrocchia di San Bartolomeo apostolo situata poco distante. Fu eretta nel 1728 come chiesa per l'attiguo convento corrispondente all'ordine degli olivetani, che vi trasferirono il convento precedentemente ospitato presso l'attuale santuario di Montalbino, sempre a Nocera Inferiore.
Durante la sua storia, la parrocchia era stata ospitata presso due precedenti strutture: la chiesa di San Bartolomeo in pede castri, nota dal XIV secolo e in uso fino alla fine del Cinquecento e la nuova parrocchia realizzata agli inizi del Seicento e in uso fino al 1812 (oggi rudere noto come chiesa vecchia).
Essendo stata pertinenza dell'ordine degli olivetani, la zona che ospita la chiesa è nota anche col nome di Monteoliveto.

## Storia

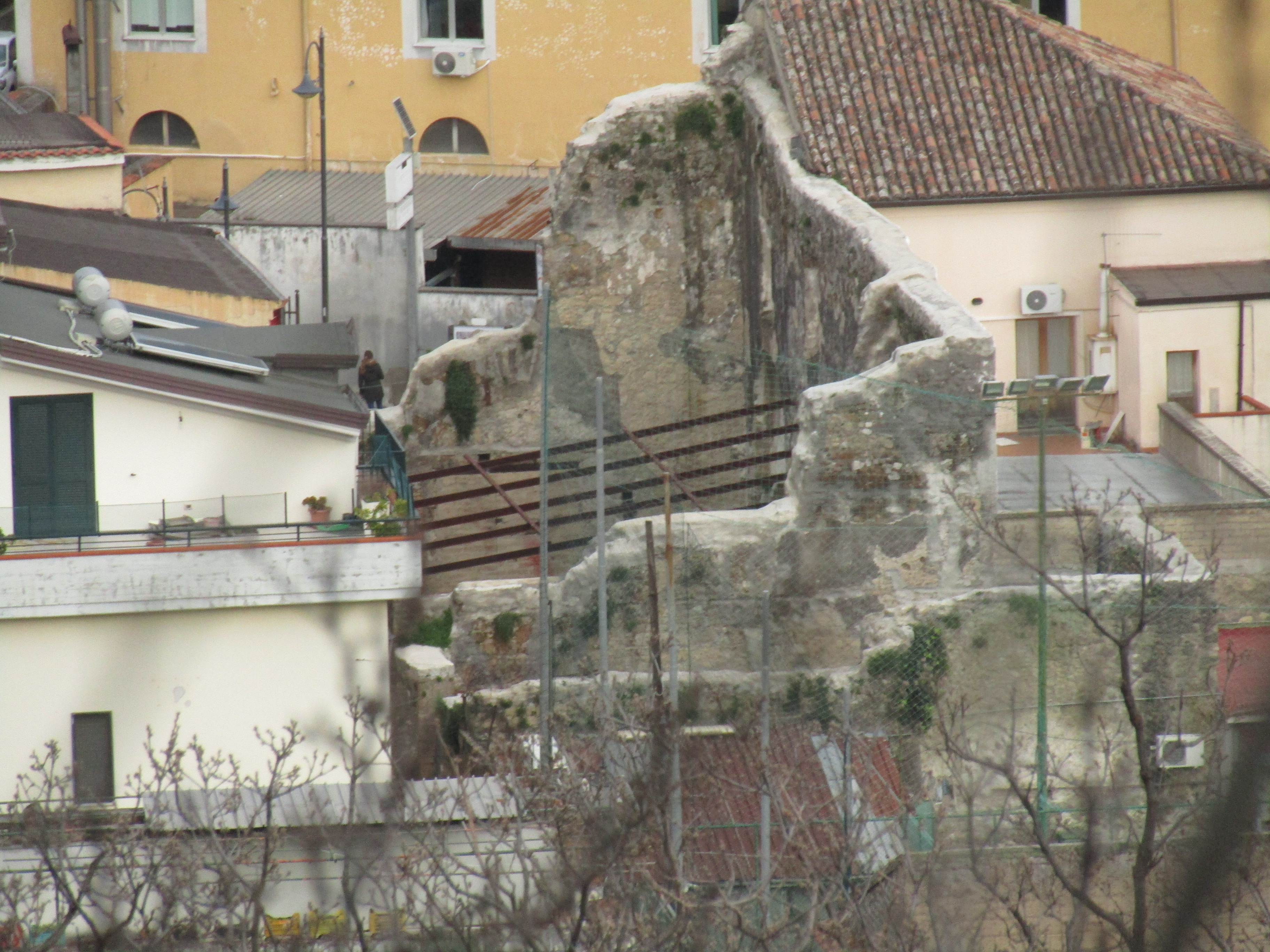
Resti della chiesa seicentesca

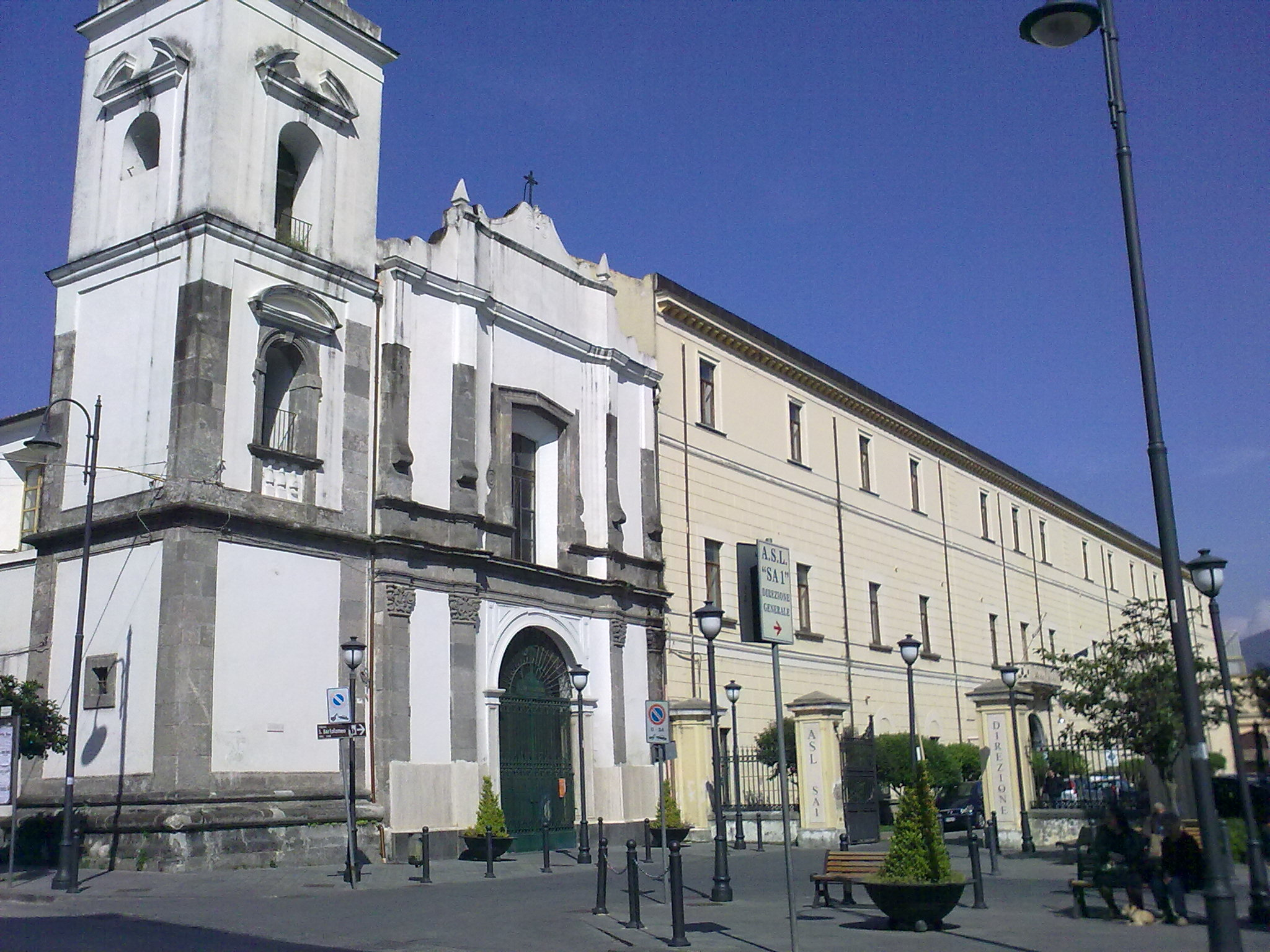
Chiesa e prospetto dell'ex convento

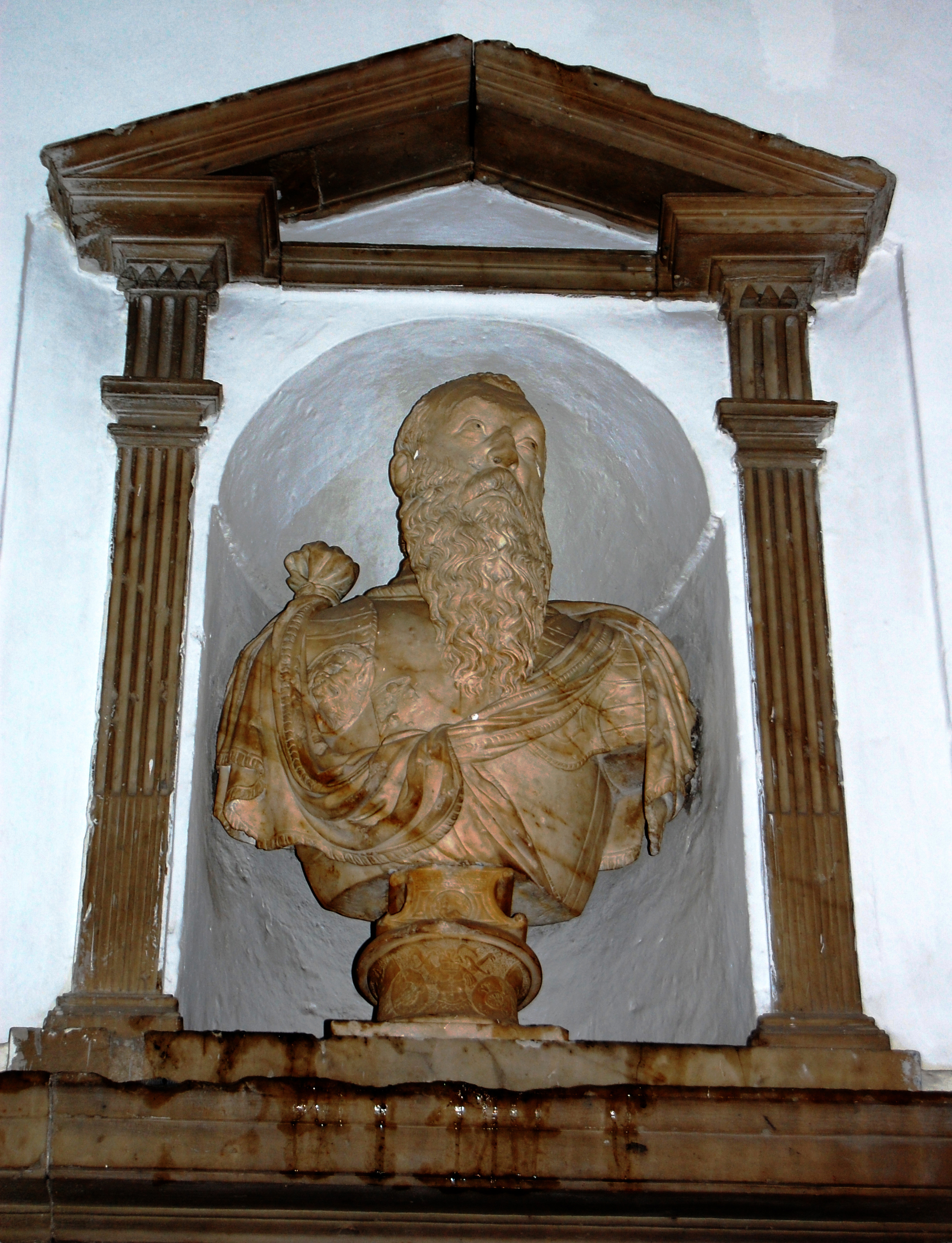
Busto di Giambattista Castaldo

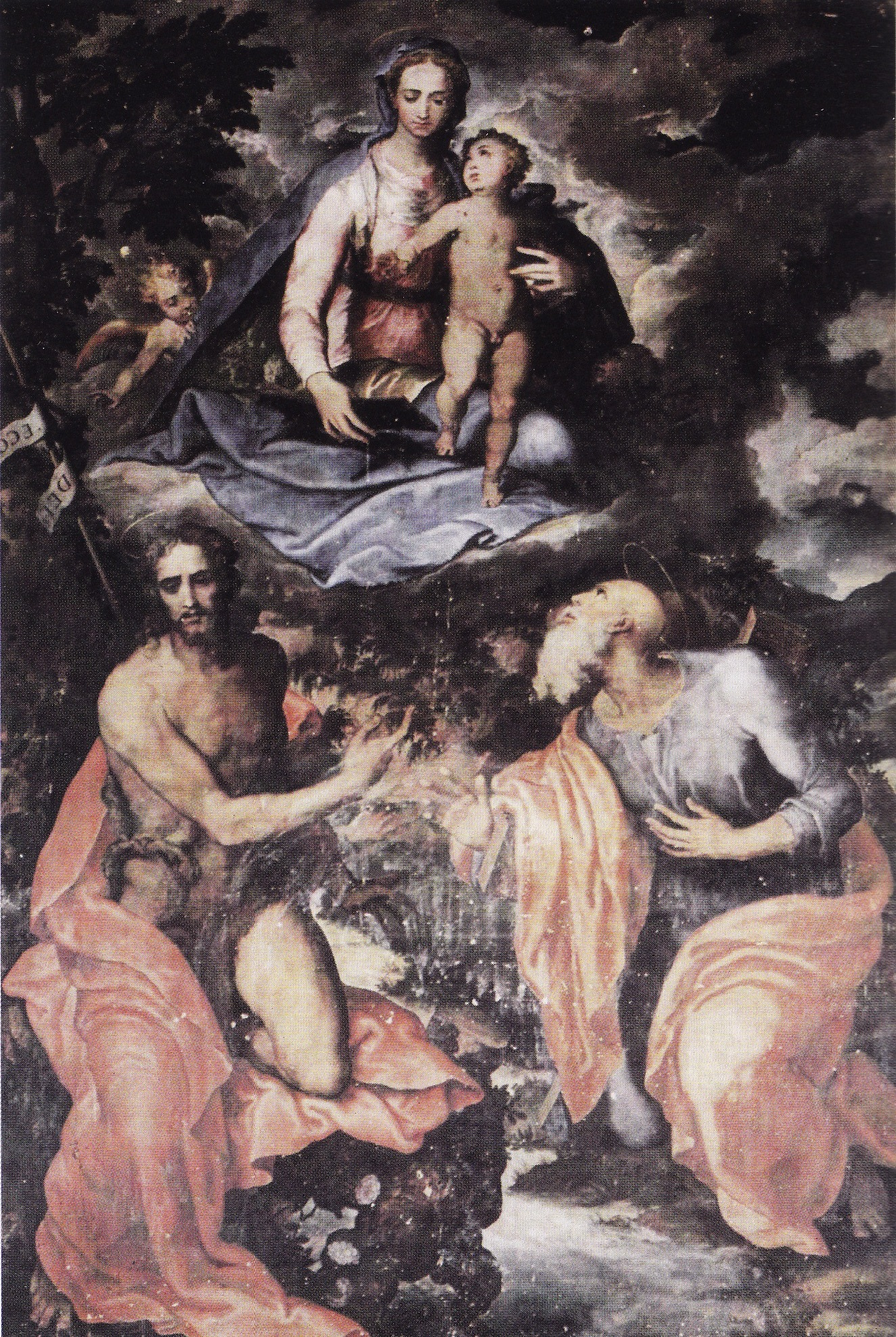
Madonna con Bambino e santi, Marco Pino

Il complesso di San Bartolomeo Apostolo, nel rione Pietraccetta, è composto da tre strutture architettonico religiose: la chiesa, la casa canonica (risalenti rispettivamente al XVII secolo ed al XVIII secolo) e il dismesso convento degli olivetani (XVIII secolo).

### Le antiche chiese di San Bartolomeo
Originariamente alle falde della collina del Parco, all'ingresso del quartiere di Piedimonte esisteva un'antica chiesa parrocchiale (della quale si hanno notizie già a partire dagli inizi del XIV secolo) costruita nei pressi della "Porta di San Bartolomeo", antico accesso alla collina del Parco della fase medievale della città.
Tale chiesa fu abbandonata nel XVII secolo, perché risultava essere troppo angusta per la popolazione locale.
Nel 1603 venne realizzata una nuova parrocchia, costruita tra le proprietà di un facoltoso nocerino di nome Pietro D'Accetto. La parrocchia era costituita da quattro altari il maggiore dei quali era dedicato a San Bartolomeo e adornato da una pala raffigurante la Madonna della Sanità tra i santi Bartolomeo e Carlo Borromeo, attribuita a Luigi Rodriguez.
A ottant'anni circa dalla sua edificazione, la nuova struttura crollò quasi completamente, tanto che le funzioni religiose dovettero svolgersi all'interno della sacrestia. Restaurata nel 1716, vide l'aggiunta una cappella laterale il cui altare fu dedicato a San Liborio.

### La struttura attuale
Interessata da nuovi crolli, la chiesa fu abbandonata definitivamente nel 1812. In quell'anno la parrocchia fu definitivamente spostata nella chiesa del dismesso convento degli Olivetani, allora nota come Chiesa di Santa Maria dei Miracoli e da quel momento dedicata a San Bartolomeo.
La sede antica è nota agli abitanti del quartiere come chiesa vecchia, ed è diroccata.

### Il convento degli Olivetani e la chiesa di Santa Maria dei Miracoli
Nel 1717, i monaci olivetani decisero di abbandonare la storica sede del loro convento situata presso l'attuale Santa Maria a Monte di Montalbino, preferiendo trasferirsi a valle dando vita a un nuovo e più grande convento.
In questo modo realizzarono presso l'ingresso del quartiere di Pietraccetta, un convento e una chiesa che furono dedicati a Santa Maria dei Miracoli. La chiesa fu inaugurata nel 1728. I monaci vi traslarono i marmi, gli arredi e le opere d'arte che la munificenza del fondatore, Giovan Battista Castaldo, aveva regalato al suo convento.
Il convento fu chiuso nel 1807 nell'ambito della soppressione degli ordini religiosi decisa dal governo francese a Napoli.

### La parrocchia di San Bartolomeo
Nel 1812 la dismessa chiesa degli Olivetani fu scelta per ospitare la nuova parrocchia di San Bartolomeo, determinando l'abbandono definitivo della struttura cinquecentesca.

## Patrimonio artistico
Grazie alle opere d'arte che furono traslate dai monaci olivetani nella chiesa di Santa Maria dei Miracoli, l'attuale parrocchia di San Bartolomeo Apostolo ospita un patrimonio artistico di gran valore.
Nell'anti-ingresso della chiesa campeggiano i monumenti funerari della famiglia Castaldo, tra cui spicca il busto marmoreo di Giovan Battista Castaldo, opera di Leone Leoni.
È presente, inoltre, un ritratto commemorativo del figliastro di costui.
Tra le opere principali conservate nell'interno è da menzionare l'antica effigie della Madonna della Cappella dei tre pigni di Montalbino (attualmente collocata al di sopra dell'organo).
Notevole è una Madonna dei miracoli con i Santi Giovanni Battista e Andrea opera del 1557 del pittore senese Marco Pino. Il quadro propone l'immagine della Madonna venerata dai santi Giovanni e Andrea, raffigurati in basso, con i tipici attributi iconografici della croce astile e della croce decussata (detta anche croce di Sant'Andrea). Giovanni Battista rivolge lo sguardo verso l'esterno, indicando con la mano destra la Vergine per invitare i fedeli ad adorare la sua immagine.
Interessante è anche un'Annunciazione, una scultura databile al XV-XVI secolo. Le immagini della Madonna e dell'Angelo sono inserite all'interno del leggio marmoreo, ciò ne ha permesso la conservazione fino ad oggi. La Madonna ha le braccia incrociate sul petto ed è posta di tre quarti.
È attribuita al Cinquecento anche la statua in marmo di una Madonna con bambino conservata in un altare laterale. L'altare maggiore è decorato con una finta decorazione marmorea realizzata con la tecnica della scagliola.

## Le trasformazioni successive
L'ex convento ha ospitato in passato i locali del Vittorio Emanuele, uno dei più grandi ospedali psichiatrici d'Italia, e la sede dell'USL 50. Oggi ospita gli uffici dell'ASL, il tribunale e la cittadella giudiziaria.